# Bataille de Solférino
Pour les articles homonymes, voir Solférino.
Deuxième guerre d'indépendance italienne
Batailles
- Montebello
- Varèse
- San Fermo
- Palestro
- Turbigo
- Magenta
- Melegnano
- Treponti
- Solferino
- San Martino

La bataille de Solférino a lieu le 24 juin 1859 durant la campagne d'Italie. Elle se déroule en Lombardie, dans la province de Mantoue, et se conclut par une victoire des armées françaises de Napoléon III et sarde sur l'armée autrichienne de l'empereur François-Joseph.
Plus de 330 000 soldats combattent au cours de cette bataille, qui voit l'utilisation de techniques nouvelles comme le transport des troupes françaises en train, qui mettent seulement quatre jours pour relier Lyon au Piémont, les canons et fusils à canon rayé (plus précis et puissants). L'artillerie joue également un grand rôle, peu de combats ayant lieu au corps à corps.
Contrairement à la légende selon laquelle les pertes auraient été très lourdes, le taux de victimes (morts et blessés) à cette bataille est d'environ 12,5 % (10 % au sein des forces franco-sardes et 14 % chez les Autrichiens), contre 20 % à la bataille de Marengo, 25 à 30 % à la bataille de la Moskova, 21 % à la bataille d'Eylau, 25 % à la bataille de Leipzig et jusqu'à 32,4 % dans les rangs confédérés à la bataille de Gettysburg en 1863.

## Contexte
Le conflit entre l'empire d'Autriche et la coalition franco-sarde est né de la promesse faite par Napoléon III au roi Victor-Emmanuel II de l'aider à chasser l'« occupant autrichien » en échange de la Savoie et Nice, promesse dont il mesure l'importance après l'attentat de Felice Orsini, le 14 janvier 1858. L'empereur charge son médecin personnel Henri Conneau d'une mission secrète auprès du comte Cavour à Turin, pour organiser une rencontre secrète. L'entrevue, qui a lieu à Plombières, le 21 juillet 1858, scelle l'alliance militaire franco-sarde contre l'Autriche et le mariage entre le prince Napoléon et Marie-Clotilde de Savoie.
Après la victoire de Magenta, l'armée d'Italie se tourne vers l'Est pour poursuivre l'ennemi. La progression est ralentie par les destructions opérées par les troupes autrichiennes et par les pluies incessantes. L'ennemi se replie successivement derrière plusieurs affluents du Pô : l'Adda, l'Oglio et la Chiese.

## La veille
Dans la matinée du 23 juin, l'empereur d'Autriche ordonne à ses troupes de se tourner vers l'ouest. Ces dernières regagnent la rive droite du Mincio, où elles reviennent occuper les positions abandonnées quelques jours auparavant. Cette manœuvre est destinée à mettre en place l'armée des Habsbourg sur les collines morainiques au sud du lac de Garde et, à partir de cette position qui domine la plaine, lancer une attaque sur l'armée franco-sarde. Elle espère exploiter ainsi le chaos dans lequel celle-ci se trouverait lors de la traversée du Chiese (dont les ponts ont été détruits au cours de la retraite, sur ordre de Gyulai, commandant l'armée austro-hongroise).
Mais contrairement aux espérances des Autrichiens, grâce à l'efficacité du génie français, le gros de l'armée franco-sarde a déjà traversé le Chiese, au cours de la journée du 22 juin. Elle se prépare à avancer rapidement vers le Mincio, encouragée par les rapports des patrouilles de reconnaissance qui, quelques jours plus tôt, ont pu constater le repli de l'ennemi et par la conviction que la bataille aura lieu sur les rives de cette rivière, comme cela semble logique (et favorable d'un point de vue tactique) pour les Autrichiens.
Aux premières heures du 23 juin, Napoléon III et Victor-Emmanuel II se rencontrent sur la colline de Lonato pour discuter d'une dépêche envoyée par l'impératrice Eugénie, qui contient d'inquiétantes informations sur d'importants mouvements de troupes prussiennes sur le Rhin. La lettre contient une invitation pressante à la conclusion rapide de la campagne d'Italie afin que l'armée française puisse rentrer chez elle pour défendre ses frontières. Après un bref entretien privé, les souverains regagnent leurs quartiers généraux.
Les combats des patrouilles de reconnaissance qui se produisent tout au long de la journée convainquent les Autrichiens qu'ils ont intercepté les premières avant-gardes franco-sardes ; celles-ci pensent avoir établi le contact avec l'arrière-garde autrichienne, tout comme à Melegnano.
En fait, les deux armées sont déployées sur deux lignes parallèles très proches l'une de l'autre et qui s'étendent du nord au sud sur 20 km.

## La bataille

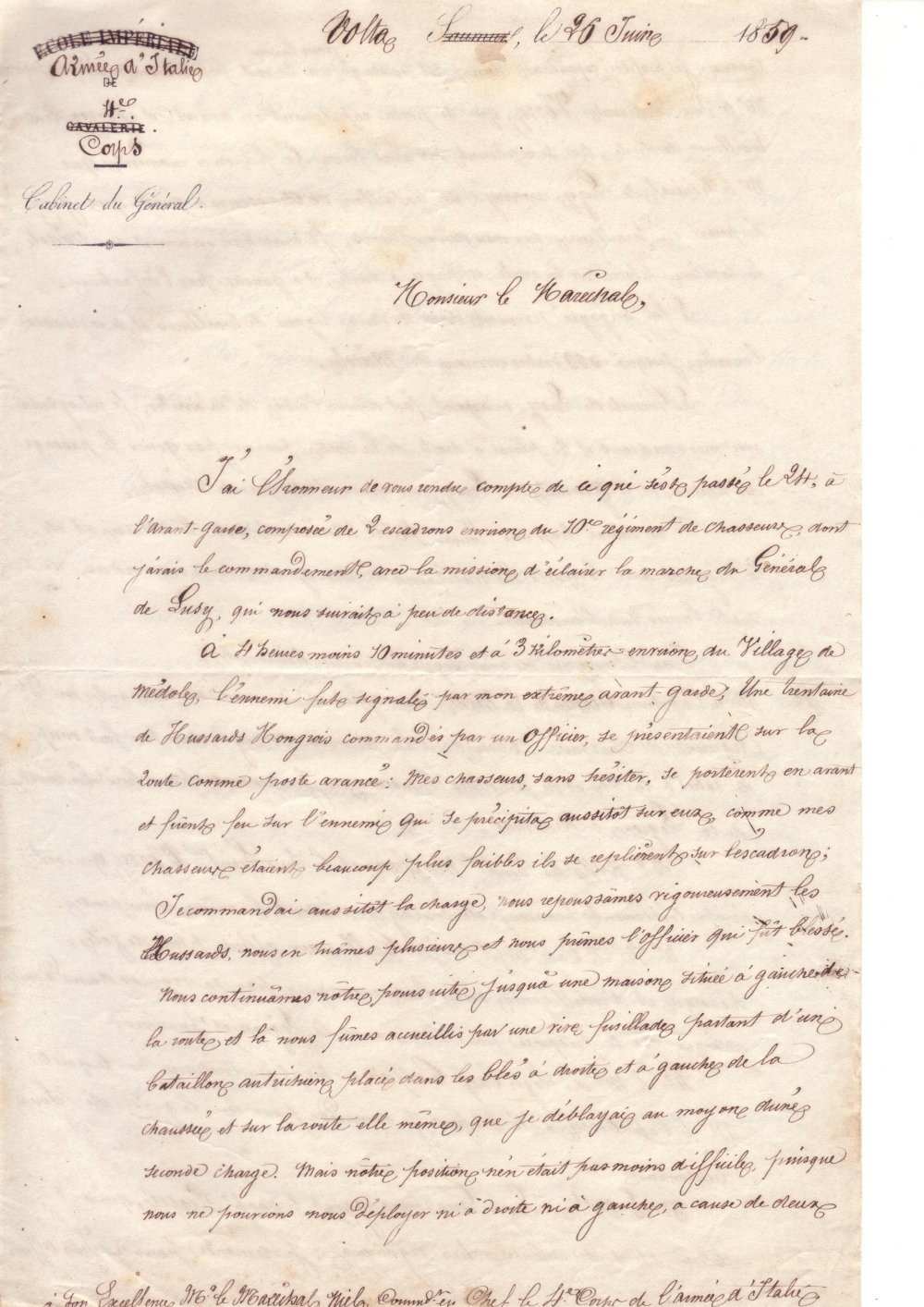
Le rapport du général français Camille de Rochefort à son commandant Adolphe Niel, qui atteste le début des combats à 4 heures moins 10 minutes le 24 juin 1859.

Selon le plan établi, à l'aube du 24 juin l'armée franco-sarde se déplace vers l'est afin de se déployer le long de la rive droite du Mincio. Comme première étape matinale, l'armée française aurait dû occuper les villages de Solferino, Cavriana, Medole et Guidizzolo, respectivement avec le 1er corps d'armée du général d'Hilliers, le 2e corps d'armée du maréchal Mac-Mahon, le 3e corps d'armée du général Canrobert et le 4e corps d'armée du général Niel, tandis que les quatre divisions de l'armée sarde devaient prendre place à Pozzolengo.
Après quelques kilomètres, inévitablement, les colonnes franco-sardes entrent en contact, les unes après les autres, avec les troupes autrichiennes, fortement implantées précisément à Solferino, Cavriana, Medole, Guidizzolo et Pozzolengo. En quelques heures, de 4 à 7 heures, de violents combats ont lieu qui conduisent à une mêlée générale, chaotique et très violente, qui dure plus de 18 h.
L'absence de plan de bataille ordonné, l'équilibre des forces en jeu et la détermination féroce des deux camps sont les principales causes de l'énorme carnage. De nombreux combats se déroulent à Medole, Solferino et San Martino qui correspondent, respectivement, aux secteurs sud, central et nord d'un vaste front.

### La bataille de Medole

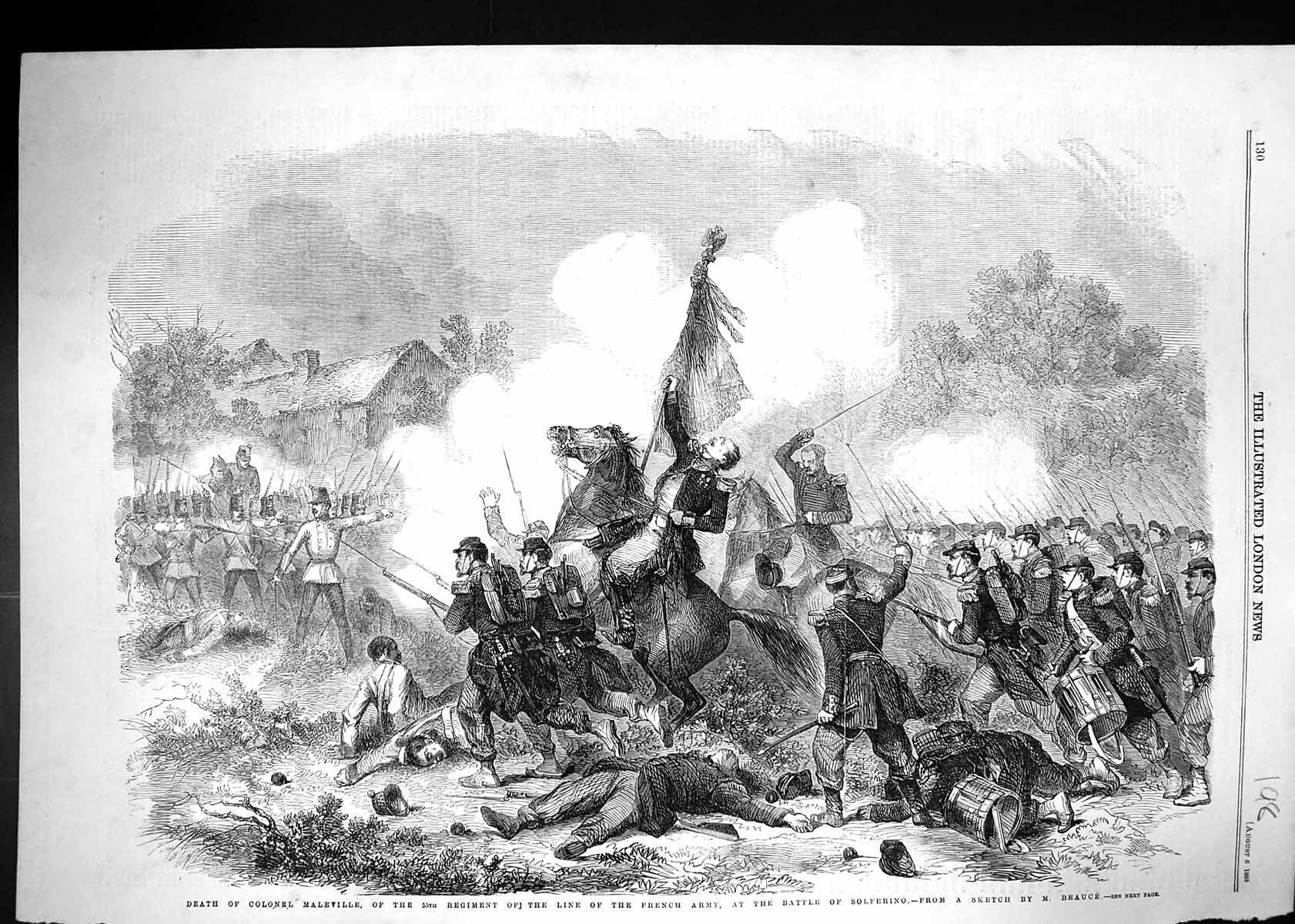
Le sacrifice du colonel Maleville au cours de la bataille de Medole.

Les combats du 24 juin 1859 débutent à Medole, dans le secteur Sud du front, vers 4 heures du matin. Au cours de la marche qui doit le conduire à Guidizzolo, en passant par le village de Medole, le 4e corps d'armée français affronte un régiment avancé de la Ire armée autrichienne.
Le général Niel décide d'engager immédiatement la bataille, et faisant preuve d'une stratégie peu commune, il déploie ses forces aux limites Est du territoire de Medole, empêchant ainsi les trois corps de l'armée autrichienne, présents à Guidizzolo, de soutenir les soldats de la IIe armée placés sur les hauteurs de Solferino et durement attaqués par les colonnes françaises du général d'Hilliers et du maréchal Mac-Mahon.
Les troupes de Niel, même si elles sont numériquement inférieures et déployées sur une ligne de 5 km, réussissent à contenir les assauts ennemis par une habile alternance d'actions de défense et de contre-attaques sur les points névralgiques de Crocevia, Quagliera (it), Casa Nuova (it), Baite et Rebecco (it).
Les combats, qui durent 15 h jusqu'à la retraite des Autrichiens, provoquent dans les deux camps la perte de 14 279 hommes.

### La bataille de Solferino

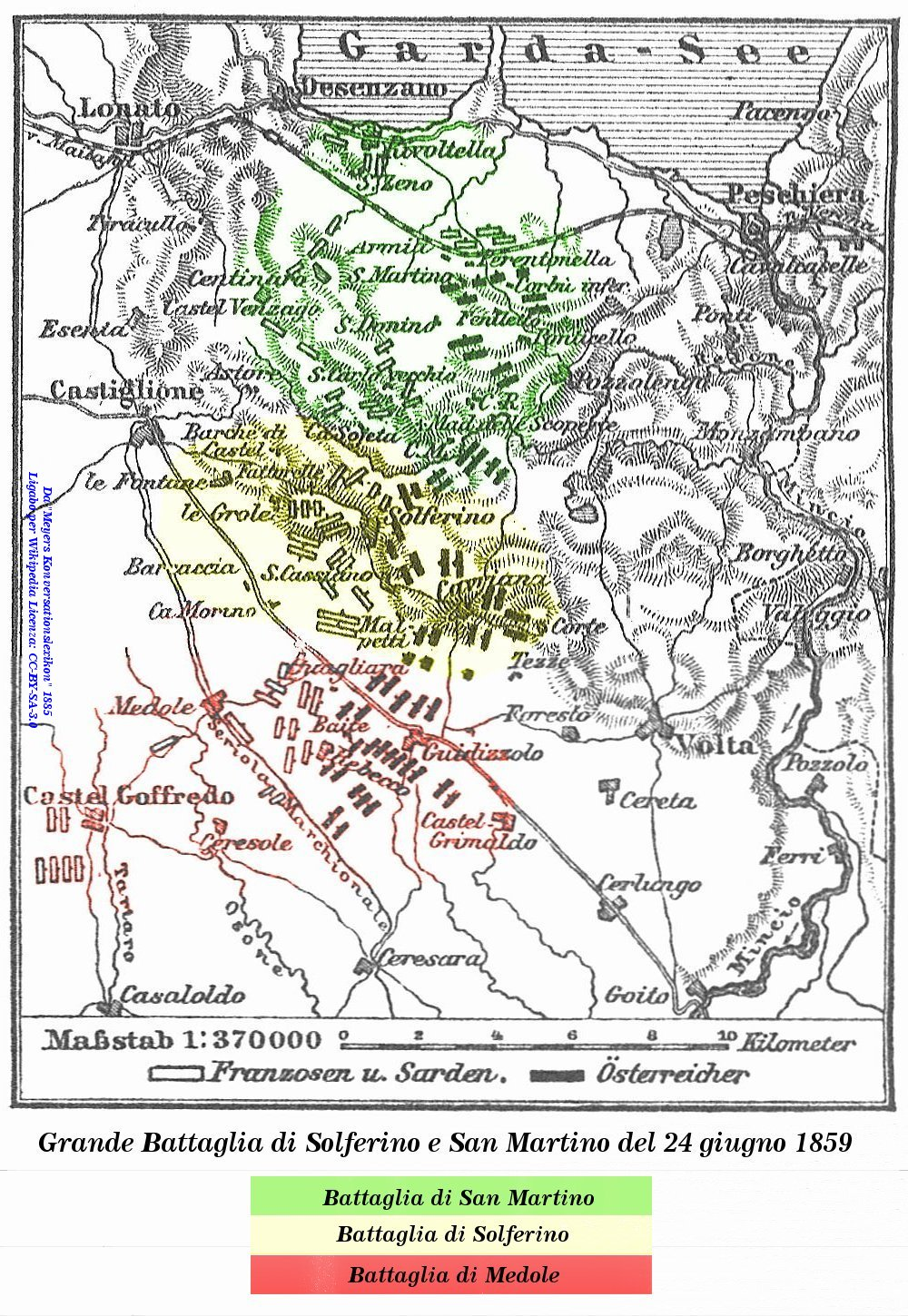
Plan de la bataille de Solférino.

Vers 4 h 30, l'avant-garde du Ier corps d'armée français, commandé par le maréchal Baraguey d'Hilliers, établit le contact avec les troupes autrichiennes du Ve corps d'armée dirigées par le feld-maréchal Stadion (de) à proximité de Grole sur le territoire de Castiglione delle Stiviere.
Une demi-heure plus tard, le IIe corps d'armée français, commandé par le maréchal Patrice de Mac Mahon, rencontre les divisions austro-hongroises postées au hameau de Ca' Morino sur le territoire de Medole.
Les troupes autrichiennes, fortes de trois corps d'armée positionnés à Solferino, Cavriana et Volta Mantovana, résistent durablement aux assauts conjugués des Ier et IIe corps français, contraignant Napoléon III à engager la garde impériale dans la bataille.
Solferino est arrachée au Ve corps d'armée de Stadion, en début d'après-midi, et le déploiement français se poursuit pour conquérir Cavriana. Là, il rencontre également une forte résistance de la part du Ier corps d'armée du maréchal autrichien Clam-Gallas. L'engagement de troupes fraîches, vers 15 heures, composées du IIIe corps d'armée français du général Canrobert, permet d'occuper Cavriana peu avant 18 heures.

#### Le rôle décisif des voltigeurs de la Garde
Comme l'indique le rapport du général Regnault de St.-Jean d'Angély, la 1re division d'infanterie de la Garde Impériale (composée des voltigeurs de la Garde) est commandée par le lieutenant-colonel Charles Guichard de Montguers, qui prend le commandement du 30e de ligne pendant la bataille après la mort de son colonel. Ces Voltigeurs chargèrent, baïonnette au canon, culbutant des forces quatre fois supérieures en nombre. Ils s'emparent de la tour Solférino, réussissant ainsi la percée au centre du dispositif.

#### La Légion dans cette bataille
Le 2e régiment étranger, aux ordres du colonel Signorino, participe à la campagne d’Italie. En arrivant à hauteur de Ca' Morino, les légionnaires, avec le deuxième régiment de zouaves, formant l’avant-garde du deuxième corps d’armée commandé par le maréchal de Mac-Mahon, rencontrent une forte colonne autrichienne se dirigeant sur Castiglione.
Le 24, les légionnaires se déplacent en direction de Mantoue. Les premières salves d’artillerie des vedettes ennemies sont tirées. En début d'après-midi, sous une chaleur accablante, les légionnaires et les zouaves prennent Cassiano. Le maréchal de Mac-Mahon donne l’ordre aux compagnies de tirailleurs de la Légion de se déployer pour permettre la mise en place de l’artillerie au centre de la bataille. Les combats acharnés et terribles obligent les légionnaires à aborder l’ennemi à la baïonnette. Le 2e régiment étranger déplore cependant six morts et 38 blessés, ce qui est peu au regard des pertes totales.

#### Les tirailleurs algériens dans cette bataille
Comme pour la campagne de Crimée, l'armée d'Afrique fut appelée à fournir un contingent pour la campagne d'Italie. Chacun des trois régiments de tirailleurs algériens dut fournir un bataillon de 1 100 soldats afin de créer un régiment provisoire de tirailleurs algériens, composé de trois bataillons à six compagnies chacun. Le commandement en est donné au colonel Laure, du 2e régiment de tirailleurs algériens. Ce régiment s'illustre particulièrement lors de l'attaque du mont Fontana qui relie San Cassiano à Cavriana et déplore 66 tués (dont le colonel Laure) et 316 blessés dans la bataille.

### La bataille de San Martino
Cette bataille fut remportée le 24 juin 1859 par le général Philibert Mollard. Le premier régiment sarde à entrer en contact avec les Autrichiens est la 29e compagnie de bersaglieri, dirigée par le jeune lieutenant-colonel Raffaele Cadorna qui précède l'avant-garde de la 5e division Cucchiari (it) se dirigeant vers Pozzolengo. C'est l'action qui engage, vers 7 h du matin, une longue et sanglante bataille pour le contrôle de Pozzolengo, menée principalement dans les bourgs de San Martino et Madonna della Scoperta (it). La formation autrichienne, en nette infériorité numérique, est déployée sur des positions dominantes. Le feld-maréchal Benedek mène ses hommes avec beaucoup d'habileté, réussissant à tenir ses positions jusqu'à la fin de soirée, lorsque les armées austro-hongroises se retirent de Solferino, Cavriana, Guidizzolo et Volta Mantovana, se mettant à l'abri au-delà du Mincio.

## Forces en présence

### Armée française

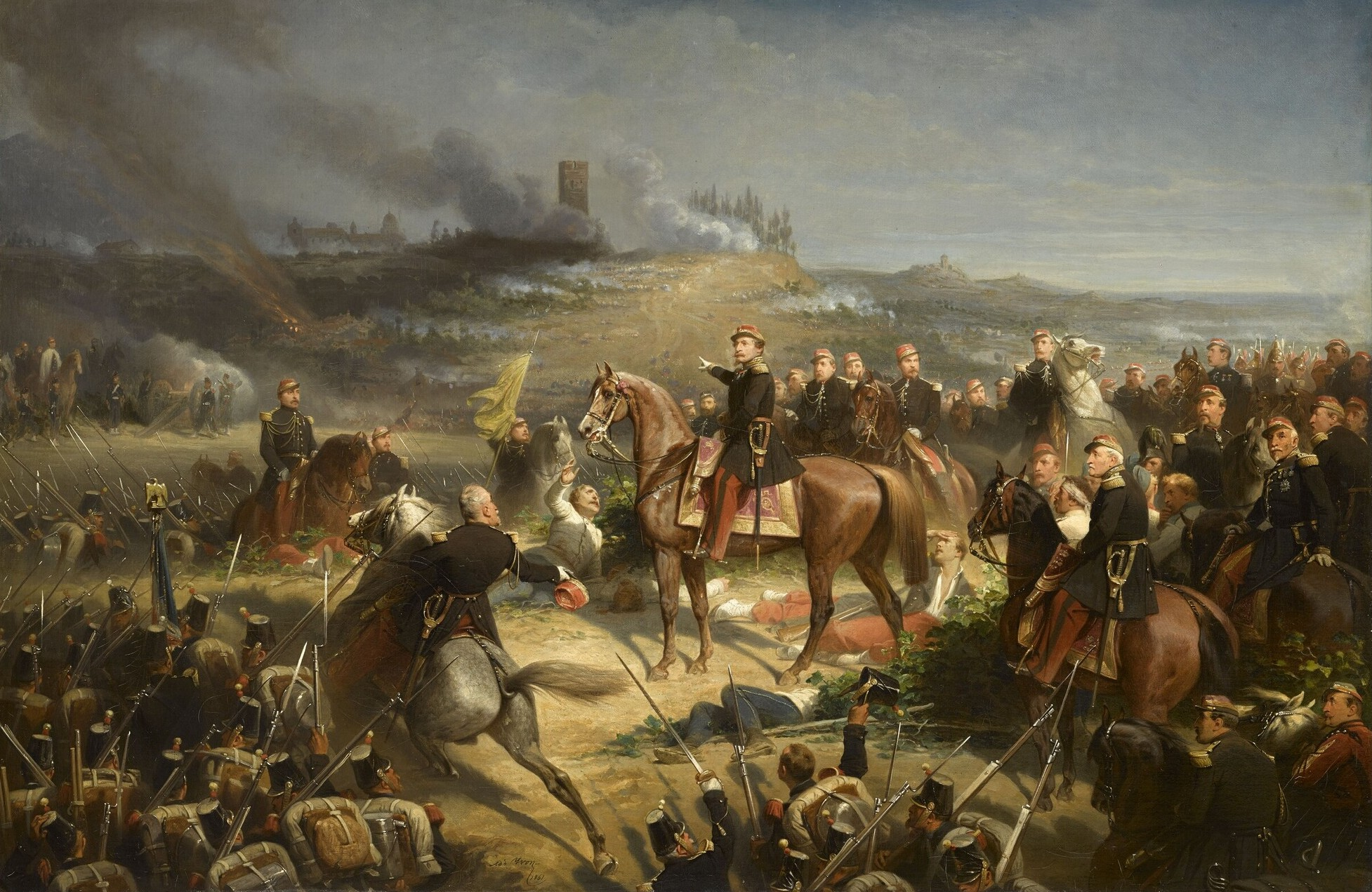
Bataille de Solférino, 24 juin 1859 : Napoléon III ordonne au futur maréchal Regnaud d'engager le combat avec la garde impériale.

L'armée française est un extraordinaire instrument de guerre. Elle est composée principalement de combattants expérimentés et équipée d'armes modernes et efficaces.
Mais ce ne sont pas les seules raisons de la supériorité française. L'armée a bénéficié à la fois d'un environnement issu du siècle des Lumières qui a imprégné la société de connaissances scientifiques et de la réforme militaire réalisée par Napoléon qui peut être résumée dans le célèbre adage : « Chacun de mes soldats a dans son sac à dos le bâton de maréchal ». Les cadres dirigeants de la France sont choisis en fonction de leurs connaissances et de leur expérience, ce qui conduit à une large compétence technique et une haute capacité tactique.
Les troupes qui composent les forces françaises sont commandées par Napoléon III et 41 officiers généraux qui appartiennent aux quatre premiers des cinq corps d'armée envoyés en Italie (en plus de la Garde impériale) et ainsi composés :
- Garde impériale du général Regnaud
  - 1re division du général Mellinet
  - 2e division du général Camou
  - Division de cavalerie du général Morris
- Ier corps d'armée du général d'Hilliers
  - 1re division du général Forey
  - 2e division du général Ladmirault
  - 3e division du général Bazaine
  - Division de cavalerie du général Nicolas Desvaux
- IIe corps d'armée du maréchal Mac-Mahon
  - 1re division du général de La Motte-Rouge
  - 2e division du général Decaen
  - Brigade de cavalerie du général Gaudin de Villaine
- IIIe corps d'armée du général Canrobert
  - 1re division du général Renault
  - 2e division du général Trochu
  - 3e division du général Bourbaki
  - Division de cavalerie du général Maurice de Partouneaux
- IVe corps d'armée du général Niel
  - 1re division du général Louis Henri François de Luzy-Pelissac
  - 2e division du général Vinoy
  - 3e division du général de Failly
  - Brigade de cavalerie du général de Rochefort

### Armée sarde
Après la défaite de 1849, l'armée sarde avait été soumise à une restructuration sur dix années confiée à Alfonso La Marmora, ministre de la Guerre au sein du gouvernement Perrone. Le travail de La Marmora avait apporté de bons résultats avec la modernisation de l'armement, de l'instruction technique des officiers et la réorganisation des régiments sur le modèle français.
Malgré cela, l'armée de Savoie était affligée de défauts qui causèrent des résultats décevants au cours des affrontements. Le premier défaut provenait de la présence de volontaires enrôlés pour l'occasion, fortement motivés mais sans connaissance du métier de soldat, mal équipés et mal armés. Le second et le plus important défaut résidait dans le manque de coopération manifesté par les 39 officiers qui composaient l'important état-major de la maison de Savoie. Sa compétence tactique et stratégique fut souvent masquée par un excès d'individualisme.
L'armée sarde comprenaient quatre divisions :
- 1re division du général Durando
  - Brigade des grenadiers de Sardaigne du général Calliano
  - Brigade Savoie du général Perrier
  - Régiment de cavalerie légère d'Alessandria du lieutenant-colonel Reccagni
  - 5e brigade d'artillerie du major Cugia
- 2e division du général Fanti
  - Brigade Piémont du général Camerana
  - Brigade Aoste du général Cerale
  - Régiment de cavalerie légère Aoste du colonel Angelini
  - 6e brigade d'artillerie du major Salino
- 3e division du général Philibert Mollard
  - Brigade Cuneo du général Araldi
  - Brigade Pinerolo du général Morozzo della Rocca
  - Régiment de cavalerie légère de Monferrato du lieutenant colonel Morelli
- 5e Division du général Cucchiari
  - Brigade Casale du général Pettinengo
  - Brigade Acqui du général Gozzani
  - Régiment de cavalerie légère de Saluzzo du colonel Griffini

### Armée autrichienne
Sous le commandement de François-Joseph, l'armée fut divisée en deux armées reliées et approvisionnées par les forteresses du quadrilatère. La Ire armée s'approvisionnait à la forteresse de Mantoue et était déployée dans la plaine du Pô, tandis que la seconde armée, approvisionnée par la forteresse de Peschiera occupait la colline morainique au nord.
Équipée d'armements modernes et efficaces et encadrée par une discipline de fer, l'armée autrichienne trouvait sa faiblesse dans sa structure. Selon la tradition médiévale, bien que le commandement de l'armée fût sous l'autorité de l'empereur, de nombreux régiments étaient de petites armées personnelles, propriétés de leur commandant. L'état-major était donc composé principalement par des nobles de haut lignage mais souvent mauvais tacticiens et divisés pour des raisons politiques, économiques ou personnelles.
Les troupes appartenaient à sept corps d'armées, ainsi composées :
- 1re Armée du feld-maréchal Wimpffen
  - IIIe Corps d'Armée du feld-maréchal lieutenant Schwarzenberg
    - 1re division du général Adolf Karl Schönberger
    - 2e division du général lieutenant Joseph Habermann von Habersfeld

  - IXe corps d'Armée du général de cavalerie Schaffgotsche
    - 1re division du général lieutenant Heinrich von Handel
    - 2e division du général lieutenant Franz Folliot de Crenneville

  - XIe corps d'Armée de feld-maréchal lieutenant Valentin Veigl
    - 1re division du général lieutenant Anton von Schwarzel
    - 2e division du général lieutenant Friedrich August von Blomberg
    - Division de cavalerie du général lieutenant Friedrich Franz Graf Zedtwitz

- 2de armée du général Franz Schlik
  - Ire corps d'Armée du feld-maréchal Clam-Gallas
    - 1re division du général lieutenant Montenuovo
    - 2e division du général lieutenant Ludwig von Sztankovics (de)

  - Ve corps d'Armée du feld-maréchal lieutenant Stadion
    - 1re division du général lieutenant Johann Karl Graf von Palffy
    - 2e division du général lieutenant Leopold von Sternberg-Serowitz

  - VIIe corps d'Armée du feld-maréchal lieutenant Zobel (en)
    - 1re division du général lieutenant von Hessen
    - 2e division du général lieutenant Karl Lilia von Westegg

  - VIIIe corps d'Armée du feld-maréchal lieutenant Benedek
    - 1re division du général lieutenant Joseph von Berger
    - 2e division du général lieutenant Adolf von Lang
    - Division de cavalerie du feld-maréchal lieutenant Mensdorff
    - Brigade du général lieutenant Reichlin (détachée du VIe corps d'armée)

## Conditions sanitaires

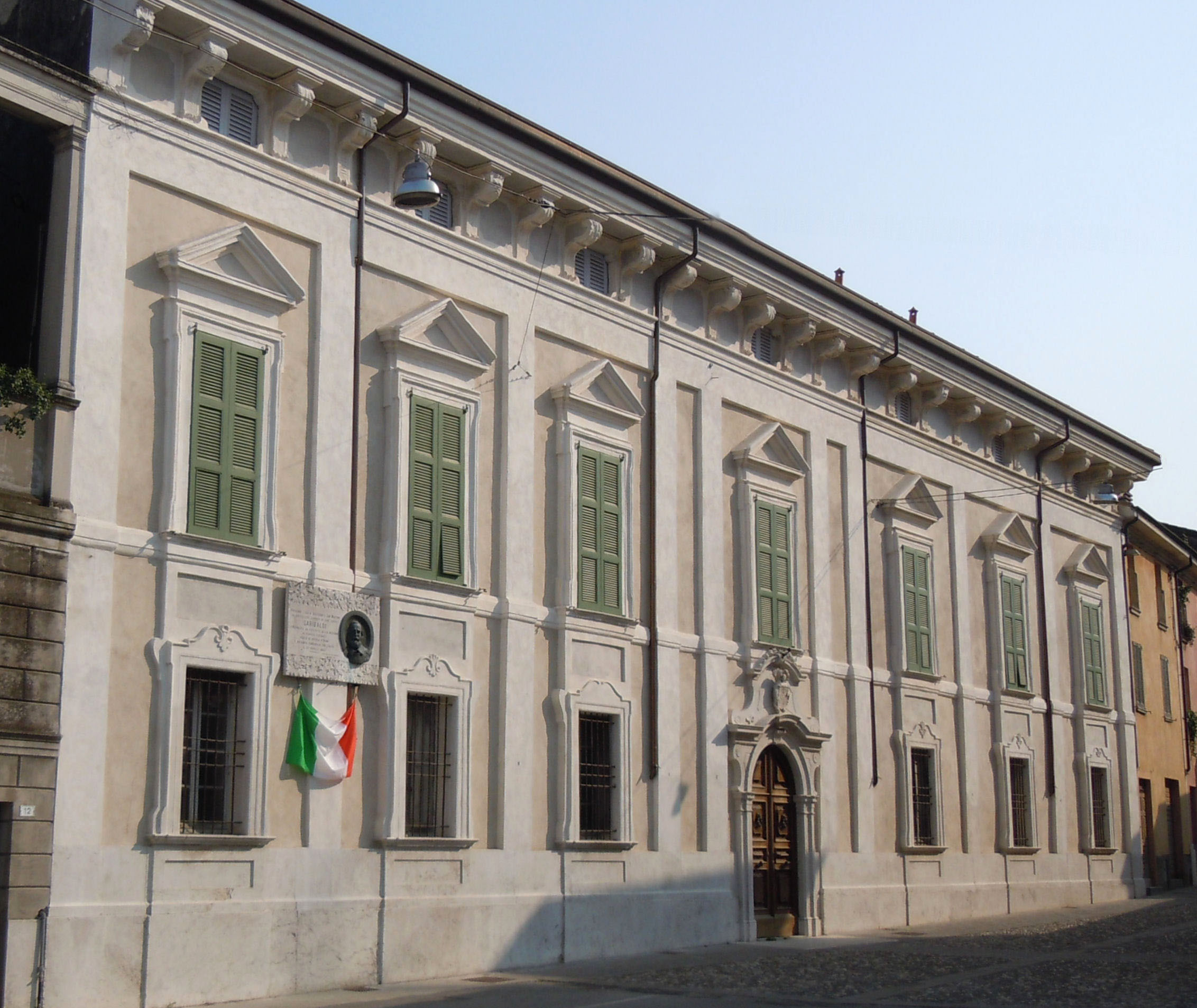
Palais Ceni à Medole, la première ambulance de la bataille de Solferino et San Martino.

Les pertes sont lourdes : 40 000 hommes sont hors de combat et abandonnés sur le champ de bataille. Les services sanitaires sont insuffisants et manquent de tout, de moyens, de nourriture et de personnel. La plupart des havresacs ont été abandonnés par les soldats lors du combat et les sources d’eau qui auraient pu servir au ravitaillement des hommes ne sont pas utilisables car elles sont infectées par le sang et les bactéries provenant des cadavres. De plus, la qualité du service médical est désastreuse : l’anesthésie est presque inexistante. Quand elle est appliquée, elle peut même entraîner le coma voire la mort en raison du chloroforme utilisé à forte dose. Les gangrènes sont courantes car on ignore tout de l'infection par germes pathogènes. Ainsi que de l’utilisation du cérat, cataplasme imperméable fait à base de cire, qui favorise grandement les infections,.

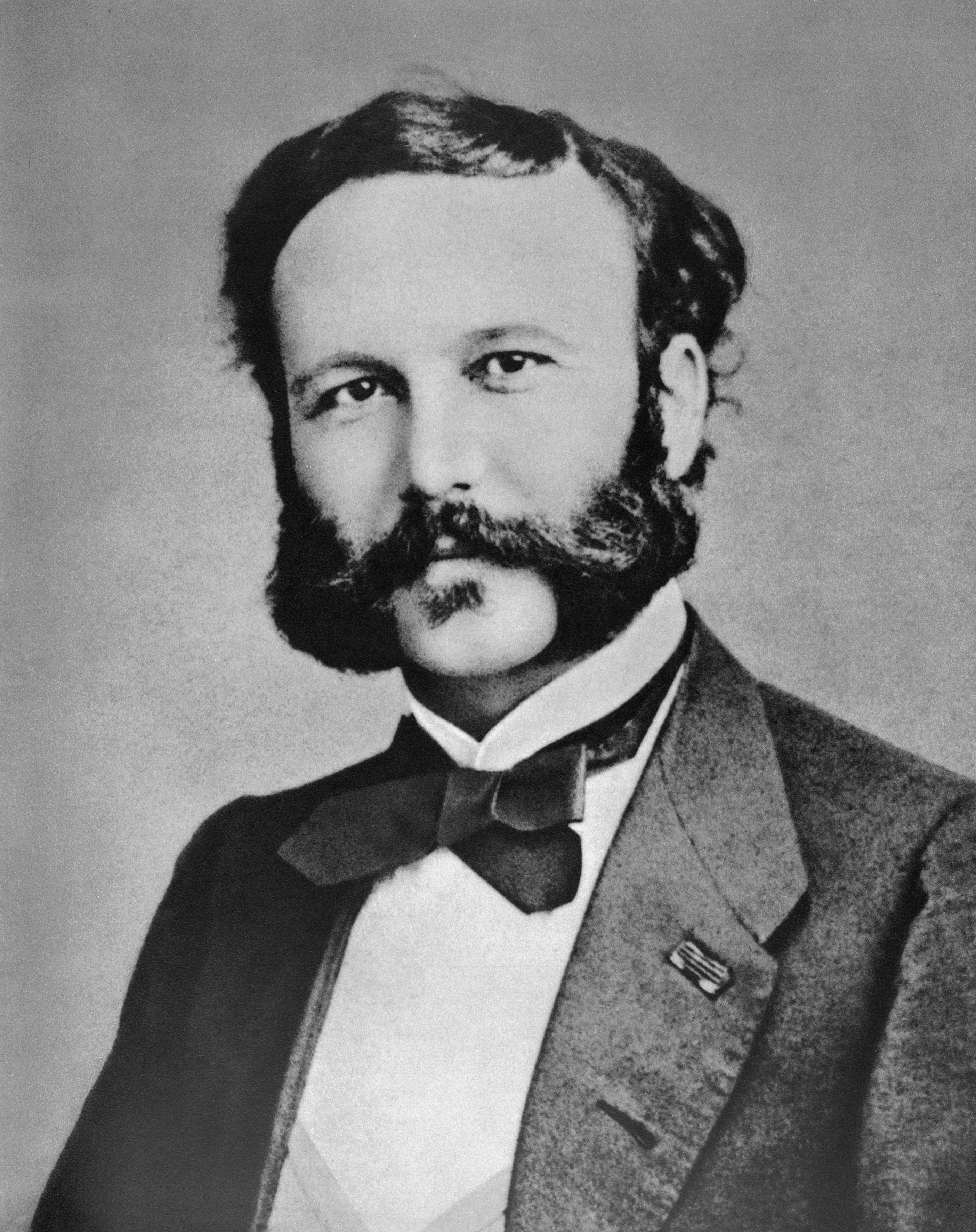
Henry Dunant.

À Castiglione, les blessés sont partout. L’église et l’école de la ville sont transformées en hôpitaux. Les blessés sont à même les rues, faute de place. Certains, quelle que soit leur nationalité, sont hébergés chez les villageois. Henry Dunant est témoin de cette vision d'horreur et décide d'aider le peu d'infirmières présentes sur place. Pendant quatre jours, il s'investit personnellement et financièrement. Il apporte les premiers soins et achète lui-même vivres et habits pour les rescapés de la bataille (Italiens, Français et Autrichiens confondus) et il va même jusqu'à écrire à leur famille. Il prend contact avec la comtesse de Gasparin qui est la fondatrice de l'école d'infirmières de La Source, à Lausanne. Celle-ci écrit au président de la Société évangélique de Genève, dont Dunant est un membre actif, afin d'informer le public des besoins nécessaires pour les blessés de guerre. Publiée, la lettre d’Henry Dunant à la comtesse émeut les Genevois ; Genève décide alors d’envoyer une mission de secours à Castiglione. Dunant rentre à Genève le jour de l’armistice. Il retrouve sa vie mondaine, mais ne la supporte plus. Son cœur n'est plus qu'avec les victimes, il ne pense plus qu'à retourner aider les gens dans le besoin. Selon son psychiatre, Dunant est traumatisé. Il décide alors de se confier. Il commence par en parler autour de lui, puis lui vient une idée : il écrit un livre afin que tout le monde puisse ressentir ce qu'il a vécu, au moins en partie. Un souvenir de Solférino sort en octobre 1862. C'est un livre poignant et réaliste qui révèle la face cachée d'une victoire en décrivant la souffrance des victimes. La population est très touchée ; les frères Goncourt eux-mêmes s'inclinent devant tant d'émotion et de réalisme. Après avoir lu le livre, un jeune juriste, président de la Société genevoise d'utilité publique, nommé Gustave Moynier rencontre Henry Dunant. Ensemble, ils discutent de leurs idées communes à propos des blessés de guerre. Plus tard, ces idées donnent naissance à une association d'aide humanitaire désignée sous le nom de Comité international de la Croix-Rouge.
En octobre 1859, le docteur Bartolomeo Gualla, qui fut également président du comité clandestin de l'insurrection contre l'oppression autrichienne durant les dix jours de Brescia en 1849, a publié une statistique. Il y a eu dans sa ville, à Brescia, qui comptait environ 35 000 habitants à l'époque, 37 hôpitaux ouverts, qui ont vu affluer 32 916 blessés, répartis comme suit : 17 345 Français, 13 959 Italiens et 1 612 Autrichiens. On en a guéri 26 038 et il en est mort 1 273. Les autres, étant encore à l'état de convalescence, ont été transportés dans leurs familles. Sur le plan médical, il y a eu notamment 451 amputations, 14 désarticulations et 4 opérations de trépanation au crâne, dont un patient est décédé. Il y a eu 76 cas de tétanos, dont 68 n'ont pas survécu. Dans les hôpitaux de Vérone, d'après le journal hebdomadaire de Vienne, il y a eu 22 739 malades, soignés durant tout le mois de juin, et 141 sont morts durant cette période. Parmi eux, il y avait 5 361 blessés par armes à feu, dont 29 ont succombé. À mi-septembre, selon la gazette d'Augsbourg, il y avait encore 4 500 malades et blessés de l'armée autrichienne, et 1 600 d'entre eux se trouvaient dans le vaste hôpital de la garnison (San Spirito). Un grand nombre de ces malades étaient soignés pour de la fièvre et de la dysenterie, mais sans caractère très pernicieux. À mi-août, on a recensé 300 cas de typhus, mais la mortalité a été très faible parmi les malades et encore plus faible parmi les blessés.

## Hommages

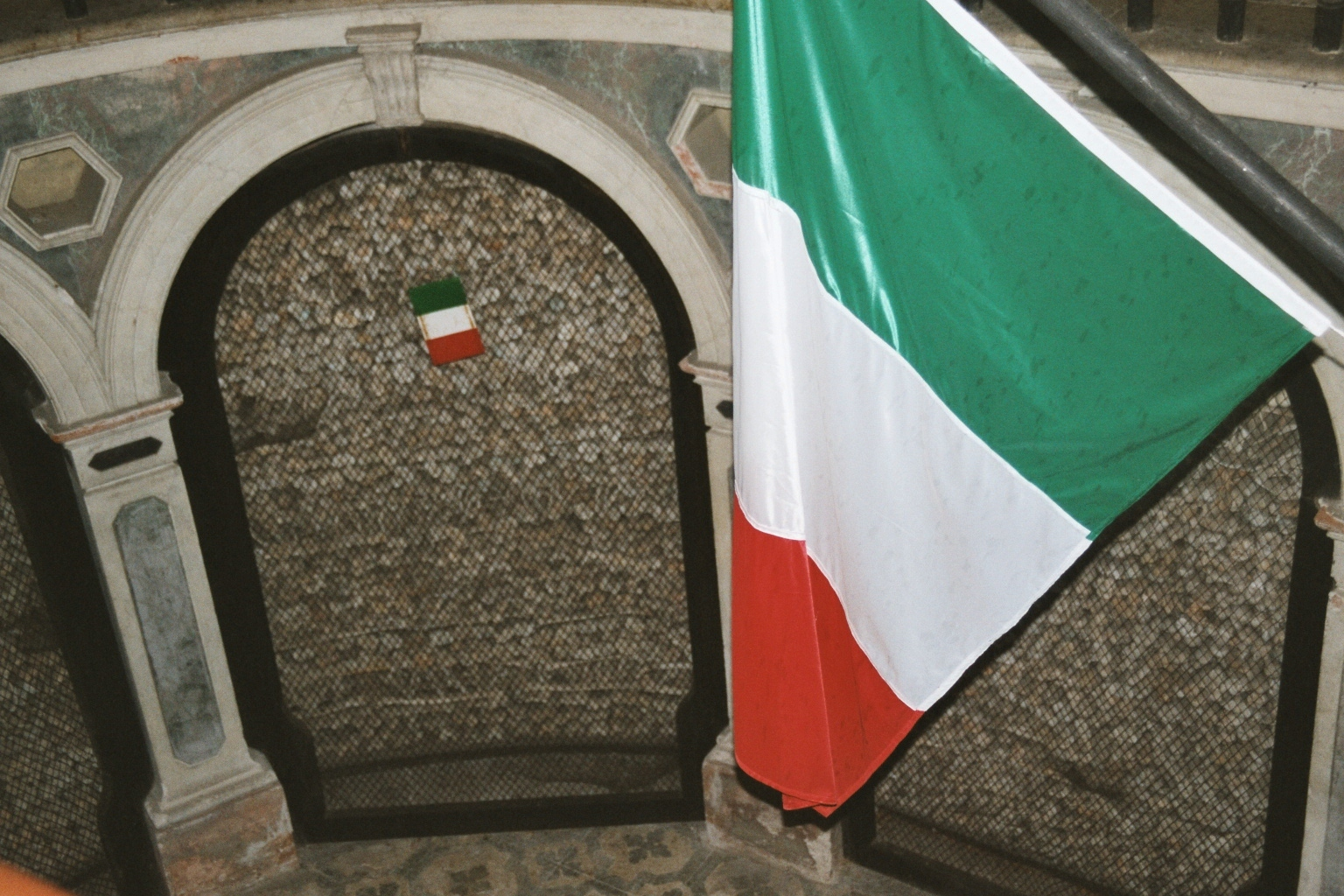
Ossuaire de Solférino.

Il existe un mémorial des batailles de Solférino : tour et musée à San Martino della Battaglia.
Le 28 mai 1910, l'aviateur français Louis Paulhan, volant au-dessus de l'ossuaire de Solférino, lance de son aéroplane des roses et des œillets rouges, en hommage aux soldats morts lors de la bataille.
Le 24 juin 1959, un siècle après, le président de la République italienne Giovanni Gronchi et le président de la République française Charles de Gaulle se sont rendus à San Martino della Battaglia.
Dans les Landes, une commune porte le nom Solférino, dont le territoire avait été acheté par Napoléon III.
À Paris, Napoléon III avait inauguré en 1861 un pont traversant la Seine qui fut baptisé pont Solférino. En 2006, ce pont prend le nom de passerelle Léopold-Sédar-Senghor. Ce pont a donné son nom au port de Solférino, sur la Seine, ainsi qu’à la rue qui y mène (rue de Solférino), qui a elle-même donné son nom à la station de métro toute proche (Solférino-Musée d'Orsay).
Il existe une chapelle nommée Solférino à Luz-Saint-Sauveur. Napoléon III l'avait fait construire en hommage à la fameuse bataille.
La promotion 2022 de l’École des commissaires des armées porte le nom de Solférino.